# Liste der Monuments historiques in Ramonville-Saint-Agne
Die Liste der Monuments historiques in Ramonville-Saint-Agne führt die Monuments historiques in der französischen Gemeinde Ramonville-Saint-Agne auf.

## Liste der Bauwerke
| Bezeichnung | Beschreibung                  | Standort      | Kennzeichnung | Schutzstatus | Datum | Bild           |
| ----------- | ----------------------------- | ------------- | ------------- | ------------ | ----- | -------------- |
| Aquädukt    | Erbaut im 18. Jahrhundert     | (Lage)        | PA31000030    | Inscrit      | 1998  |                |
| Taubenturm  | Erbaut im 16./17. Jahrhundert | Dralet (Lage) | PA00094434    | Inscrit      | 1932  | weitere Bilder |